# Ямгурчи-бий
Ямгурчей, Ямгурчи́ (Емгурчей) — ногайский мурза, мангыт, один из сыновей бия Ваккаса, бий Ногайской орды после своего старшего брата Мусы примерно в 1502—1504 годах.

## Деятельность при жизни Мусы
Ещё при жизни Мусы был его фактическим соправителем и участником его основных предприятий, участвовал в борьбе против Шейх-Хайдара, в укреплении независимости Ногайской орды, в сражении с Бурундуком, в бою в 1481 году против хана Ахмата c ханом Ибаком который его убил, причем русские летописи (по другим известиям) называют убийцей именно Ямгурчи. В другом источнике указано что в 1481 году Ямгурчей помогал Ивашке (Иваку), князю Шибанскому, разбить хана Золотой Орды Ахмата. 
Ямгурчей в 1487 году безуспешно просил Иоанна III Васильевича освободить из плена казанского царя Алегама (Али-Хана), низвергнутого Иоанном Васильевичем и сосланного с женой в Вологду, за отказ, и в отместку, начал грабить русских рыболовов на Волге.
Некоторое разногласие между Мусой и Ямгурчи произошло около 1490 года. Тогда Муса откочевал от Ямгурчи и своего дяди Аббаса к «туркменам», то есть на Мангышлак или Устюрт. В. В. Трепавлов считает что Муса хотел поставить в виде номинального ногайского «царя» Аминека, сына Йадгар-хана, а его оппоненты стояли за сибирского хана Ибака. Также известно, что Муса, вернувшись из «туркмен» уговорил Ямглурчи и Ибака отменить поход на Казань против Мухаммед Амина. Кроме того именно Ямгурчи позднее организовал поход ногаев на Казань для воцарения Мамука. В другом источнике указано что Ямгурчей, в 1500 году, осаждал Казань (под Казанью стояли три недели ногайские мурзы, да Ямгурча со многими людьми), с целью изгнать оттуда русского ставленника Абдул-Лешифа.
В последнее десятилетие жизни Мусы при Ямгурчи видимо создалась некая властная структура, состоящая из пяти мирз. Это видно из упоминания посланий, направленных Ямгурчи «и пяти мирзам». Эти пять мирз упоминаются и после смерти Мусы. Судя по некоторым замечаниям они имели достаточную самостоятельностью. По В. В. Трепавлову это брат Ямгурчи Хасан, племянники (сыновья Мусы) Султан-Ахмет, Шейх-Мухаммед, Алчагир и сын Ямгурчи Агиш.
Дочь Ямгурчи Каракуш была замужем за казанским ханом Али (Ильхамом) и вместе с ним сослана в Вологду. Он просил Ивана III вернуть её в Орду. После смерти Ильхама в Вологде Каракуш была выдана за Мухаммед-Амина.
Ямгурчи был женат на дочери Махмуда, Каракуш, и приходился астраханским ханам Касиму, Абд ал-Кериму и Джанибеку шурином.
Ямгурчи придерживался мирных отношений с Московским княжеством. Ещё в 1501 году Ямгурчи послал посольство к Ивану III с предложением установить мир, при этом Ямгурчи признавал свой более низкий статус (в соответствии с принятым этикетом называя Ивана «отцом» и «дядей»). Весной 1502 года состоялось заключение шертного договора между Иваном и Ямгурчи с пятью мирзами. Нападения отдельных ногайских мирз на русские окраины начались после смерти Ямгурчи, в связи с началом в ногайской орде междоусобицы.

## Отношения на востоке
Казахские ханы считали ногайские племена своей подконтрольной территорией — западным крылом своего улуса. Будучи потомками Чингисхана, они имели право претендовать на земли бывшей Монгольской империи. Однако ногайские правители, происходившие от эмира Едиге, за годы самостоятельного управления укрепились в своей независимости и не стремились подчиняться Чингизидам.
Бурундук-хан и сыновья Жанибек-хана осознавали, что им предстоит борьба с ногайскими мирзами за пастбища и подданных. Это стало одной из причин перемирия с Мухаммед Шейбани-ханом, после чего основной акцент во внешней политике Казахского ханства сместился на противостояние с Ногайской Ордой. Вскоре казахи добились первых успехов: летом 1503 года русские послы сообщали в Москву, что часть ногайских мирз, включая Алчагира перешли на сторону казахов.
Историк А.И. Исин считает, что речь идёт именно о казахах, а не о каких-либо других «казаках», так как ногайские улусы находились между Волгой и Уралом, где активно действовали именно казахи.
После смерти Муса-бека его брат Ямгурчи унаследовал власть, но оказался в трудном положении. Если ранее Муса вёл переговоры с московским князем на равных, то Ямгурчи в 1502 году уже обращался к Ивану III с подчёркнутым уважением, называя его "дядей" и заверяя в дружбе. Это указывает на ослабление его позиции. Согласно источнику «Бахр ал-асрар», уже в 1504 году Касим-хан при поддержке мангытов начал активное наступление и завоевал значительную часть Дешт-и Кипчака.

## Самостоятельное правление
Ямгурчи ненадолго пережил своего старшего брата, в короткий период самостоятельного правления он продолжал предыдущую политику. Его наследование брату было естественным и он воспринимался ногаями как законный правитель, но его внешнеполитический статус был ниже, чем у брата, так как тот получил в своё время звание беклярбека от хана чингизида Ядгара. Ямгурчи, например, обращался к Ивану III «дядя», что означало признание своего более низкого ранга.
Шейх-Ахмет в 1503 году предлагал ему совместные действия против Крыма.

## Образ в фольклоре
В тюркском фольклоре Ямгырсы, Жамбырши называется одним из ногайских правителей.